# Wilhelm Spånberg
Johan Wilhelm Spånberg (i riksdagen kallad Spånberg i Spånhult), född 31 augusti 1843 i Barnarps socken, död där 17 augusti 1903, var en svensk godsägare, bruksägare och politiker (liberal). Bror till riksdagsmannen Emil Spånberg.
Wilhelm Spånberg var son till smeden, senare godsägaren Sven Johan Spånberg. Tillsammans med sin bror Emil anlade han år 1877 Norrahammars bruk utanför Jönköping samt en trämassefabrik i Spånhult. I hemmasocknen Barnarp hade han kommunala uppdrag; han var även fullmäktigeledamot i Jönköpings läns landsting.
Han var riksdagsledamot i första kammaren för Jönköpings läns valkrets åren 1884-1892. De första åren var han partilös, men år 1889 anslöt han sig till Första kammarens minoritetsparti, som hade en frihandelsvänlig inriktning. Åren 1900-1902 var han ledamot i andra kammaren för Tveta härads valkrets och tillhörde då det nybildade Liberala samlingspartiet.
I riksdagen var han bland annat suppleant i bankoutskottet 1885-1888. Han engagerade sig bland annat för en ändrad lagstiftning om delning av jordbruksfastigheter.